# A Matter of Loaf and Death
A Matter of Loaf and Death (A "Who-Doughnut?" Mystery) (Nederlandse titel: Een zaak van leven of brood) is een Britse klei-animatiefilm uit 2008 met een looptijd van 29 minuten, inclusief aan- en aftiteling. Het is de vierde korte film met Wallace & Gromit. Het won twee filmprijzen, waaronder een BAFTA Award en een Annie Award.

## Verhaal
Er zijn de laatste tijd 12 bakkers vermoord. Wallace en Gromit hebben ondertussen ook een bakkerij genaamd "Top Bun". Wallace redt intussen een voormalige pin-upgirl voor de Bake-O-Lite bread company (een bakkerij) genaamd Piella Bakewell en haar poedel Fluffles van een fietsongeluk. Wallace en Piella Bakewell krijgen een relatie en Gromit wordt ook verliefd op Fluffles. Piella vergeet echter haar tas en Wallace wil deze terugbrengen, maar het regent buiten. Dus dwingt hij Gromit om de tas naar Piella te brengen. Gromit ontdekt echter dat Piella de seriemoordenaar is, omdat de taartjes van bakkers haar dik gemaakt hebben en dus haar carrière verwoest hebben. Ze wil bovendien ook Wallace als dertiende slachtoffer om haar bakkersdozijn te vervolledigen. Fluffles blijkt echter mishandeld te worden door Piella. Hij probeert vervolgens Wallace duidelijk te maken dat ze de seriemoordenares is, maar dit lukt niet echt. Piella heeft hem ook nog eens door. Wanneer Gromit teruggaat naar haar huis, wordt hij gevangengezet met Fluffles in een opslagruimte en Piella gaat naar Wallace. Piella brengt een taart met een bom erin naar Wallace. Fluffles en Gromit ontsnappen en gaan terug naar Wallace. Piella onthult dat ze de seriemoordenares is omdat ze bakkers haat. Zij zijn de reden dat zij dik is geworden door al hun taartjes en pasteitjes. Hierdoor is ze haar baan kwijtgeraakt en vervangen. Dit is haar wraak. Wallace wordt gered en Piella vliegt weg in haar ballon en komt zo aan haar einde. Fluffles blijft bij Wallace & Gromit wonen.

## Rolverdeling
- Peter Sallis als Wallace
- Sally Lindsay als Piella Bakewell
- Melissa Collier als Fluffles
- Sarah Laborde als Bake-O-Lite zangeres
- Ben Whitehead (niet vermeld) als Baker Bob
- Geraldine McEwan (niet vermeld) als Miss Thripp